# Miloš Orbović
Miloš Orbović (serbisch-kyrillisch Милош Орбовић; * 2. November 1993 in Vrbas, BR Jugoslawien) ist ein serbischer Handballspieler.

## Karriere

### Verein
Der 1,91 m große rechte Rückraumspieler spielte in seiner Heimat für den RK Vrbas und den RK Vojvodina. Mit Vojvodina gewann er 2015, 2016 und 2017 die serbische Super League, 2015 den serbischen Pokal und 2014, 2015 und 2016 den serbischen Supercup. Ab 2017 stand er für zwei Jahre in Rumänien bei SCM Politehnica Timișoara unter Vertrag.  2019 wurde er mit dem Team Pokalsieger. Anschließend lief er je eine Spielzeit in Spanien für Bidasoa Irun und in der Ukraine für HK Motor Saporischschja auf. Mit Motor wurde er 2021 ukrainischer Meister. Seit 2021 spielt er in der Schweiz für den HC Kriens-Luzern, mit dem er 2023 und 2025 den Schweizer Cup gewann.

### Nationalmannschaft
In der serbischen A-Nationalmannschaft debütierte Orbović im Jahr 2015. Er stand im Aufgebot für die Europameisterschaften 2016 und 2022 sowie für die Weltmeisterschaften 2019 und 2023. Bisher bestritt er 25 Länderspiele, in denen er 39 Tore erzielte.